# Moho apicalis
‘Ō‘ō-de-O‘ahu, oo-de-oahu ou oó-de-oahu (Moho apicalis) é uma espécie de ave do género extinto dos ‘ō‘ōs (Moho) na extinta família Mohoidae. Anteriormente era considerado um membro de Meliphagidae. Era endémica do Havaí, vivendo nas florestas montanhosas de Oahu.

## Descrição
Os machos atingiam um comprimento de 30,5 cm. A envergadura das asas era de 10,5 a 11,4 cm; o cúlmen tinha cerca de 3,6 cm e o tarso, entre 3,4 e 3,8 cm. As fêmeas eram menores. A plumagem da espécie era predominantemente negra, com penas da cauda marrons que tinham, com exceção das duas penas centrais, pontas brancas. Sob as penas auxiliares haviam tufos brancos, e as duas penas centrais da cauda eram estreitas e terminavam em pontas fibrosas com a textura de cabelo. O bico e o tarso eram completamente negros. A biologia desta espécie não é bem conhecida.